# Семейство (биология)
Вижте пояснителната страница за други значения на Семейство.
Семейството (на латински: familia) е една от основните таксономични групи в класификацията на организмите. Таксономичният термин фамилия е използван за първи път от френския ботаник Пиер Маньол през 1689 г.